# 玄妻
玄妻（げんさい、拼音: xuánqī）または純狐（じゅんこ、拼音: chúnhú）は、夏王朝の頃に存在したとされる古代中国の人物。黒くて美しい髪を持つ美女として知られる。

## 経歴
現在の山東省済寧市周辺に勢力を持ち伏羲を祖とした有仍氏の娘で、はじめ后夔（こうき）のもとに嫁ぎ伯封（はくほう）を産む。中康3年に后羿（こうげい）によって伯封が殺害された後、后羿の妃となるが、伯封の仇を取る為、またその恨みの為に、相8年に后羿の臣下で王位を狙っていた寒浞（かんさく）と共に狩猟後の宴で酔っ払っていた后羿を殺害し、後に寒浞の后となった。寒浞との間には澆（奡、ぎょう）と豷（えい）という子をもうけている。

## 各名称について
玄妻という名称は、美しい黒髪（玄は黒色の意味）に由来している。鏡のように艶があり黰黒（しんこく、真っ黒）な美しい髪の毛であったという描写は『春秋左氏伝』や『路史』などにある。玄妻が后夔とのあいだに産んだ伯封は非常に貪欲な性格の悪人であり有窮氏の后羿によって滅ぼされたことから、「甚だ美しきものは必ず甚だ悪しきことでもある」という意味の故事の一例として挙げられている。
純狐という名称は「純狐氏の娘」という意味であるとされ、『路史』国名紀や『今本竹書紀年』では「純狐」は国或いは氏の名であるとされているが、その語源は明らかとなっていない。『名擬』には「純一作統」（統狐とも書かれる）とあるが「統狐」と書かれた例はみられない。
袁珂著『中国の神話伝説』には玄狐（げんこ）とも呼ばれたとあるが、「玄妻」を指して「玄狐」であると記載している例は史書などにはみられない。
眩妻という名称は、顧頡剛の論文集『古史辨』に「眩妻即左傳中玄妻」（眩妻は左伝の玄妻である）とあるものの、これは『楚辞』天問の「浞娶純狐、眩妻爰謀」の「眩妻」を名前と捉えた場合の話で、ほかにも「（寒浞が）愛に目が眩んだ」と読む説や「愛欲に目が眩んだ妻」解釈する説がある。

## その他
『晋書』巻124では、慕容煕が皇后の苻訓英を溺愛して後燕を滅ぼした際の記述に、傾国の美女の例として玄妻が登場する。
『屈辞精義』や『路史』などでは、純狐は羿の妻であるという共通点から引いたものか、羿の妻（大羿・后羿とが混ぜられているが）として説話がひろく知られる嫦娥あるいは洛嬪と同一視した記載、またその否定が見られる。
『太平御覧』人事部二十一・美婦人上では、『春秋左氏伝』の原文の「實有豕心（豚のような醜い心の持ち主であった）」という文の後に「夔舜典樂夫有尤物（尤、異也）。足以移人。茍非德義、必有禍。（后夔は『書経』舜典に見える舜の部下・夔とは異なる。人から人へと渡り歩き、苟且にして徳義は無く、必ず禍いがあった。）」と書き加えられている。
百度百科では、『路史』国名紀に「上古有個純狐國、夏朝后羿的妻子純狐氏便是那國的人、這是以國名為姓。（上古に純狐国があり、夏王朝の羿の妻・純狐氏はこの国の人で、国の名前を姓とした）」という記述があるとされているが、実際には存在しない。
古代の神々や人物を上上から下下までの九つに分類した『漢書』の古今人表では、后夔と共に「下上」に位置付けられている。
現代における解説記述として、百度百科（純狐（古代神話）の項）には、九尾の狐をトーテムとして祀る一族（美女が多く女嬌もこれに属する）の女性であるといった記述が冒頭にあるが、これらの記述は史書には見えないものである。いっぽう、邢永萍の「唐人小説中女妖形象的世俗化」など、純狐のもつ美女の要素や「狐」という文字が含まれる点から、後代における狐が人間のもとに美女の姿をとってあらわれる説話や物語への影響があるのではないかといった考察などが書かれるなどしている。
邢永萍は「唐人小説中女妖形象的世俗化」の中で「純（Chún）」と「玄（Xuán）」の音が近いことを指摘している。
陳掄は『楚辞解訳』において「純・狐」の字は「政・夏」に通じるとしている。

また、2015年に上海アリス幻楽団から発売された「東方紺珠伝」に、この純弧をモデルとしたキャラクターが登場し人気を博した。